# Мирослав, Александра
Александра Мирослав (пол. Aleksandra Mirosław, урождённая Рудзинская, пол. Rudzińska; род. 2 февраля 1994, Люблин) — польская спортсменка, выступающая в спортивном скалолазании в лазании на скорость. Олимпийская чемпионка, двукратная чемпионка мира и двукратная чемпионка Европы по скалолазанию.

## Ранние годы
Мирослав родилась 2 февраля 1994 года в Люблине. Она начала заниматься скалолазанием в возрасте семи лет, а ранее занималась плаванием. На её решение перейти в скалолазание повлияла старшая сестра Александры, Малгожата. Начала выступать Александра в клубе Skarpa в Люблине. С 2014 года она представляет KW Kotłownia Lublin.

## Карьера
Приняла участие на Всемирных играх 2017 года во Вроцлаве, где стала пятой в лазании на скорость.
Александра Рудзинская выиграла бронзовую медаль чемпионата мира в испанском Хихоне. Она стала чемпионкой мира по скалолазанию в сентябре 2018 года на в Инсбруке.
Мирослав защитила свой титул чемпионки мира, через год выиграв вторую золотую медаль на чемпионате мира по скалолазанию 2019 в японском Хатиодзи. Во время того же чемпионата Александра Мирослав вышла в финал многоборья, что позволило ей принять участие в Олимпийских играх 2020 года.
Она выиграла два этапа Кубка мира по скалолазанию в скорости: в Шамони в июле 2018 года и в Уцзяне в мае 2019 года. Ранее она была второй в Шамони в июле 2016 года и третьей в Уцзяне в октябре 2016 года.
В олимпийской квалификации выиграла соревнования в лазании на скорость, установив олимпийский рекорд 6,97 с. В боулдеринге не достигла ни одной зоны, заняв последнее место, а также стала 19-й в лазании на трудность, но сумела выйти в финал с седьмого места. В финале полька побила мировой рекорд в лазании на скорость (прошлый принадлежал Юлии Каплиной и установлен в ноябре 2020 года), заняв в дисциплине первое место, но в боулдеринге и лазании на трудность стала последней. Её произведения очков совпало с результатом японки Акиё Ногути, но по правилам выше становится та спортсменка, которая была выше в двух из трёх видов. Таким образом, Ногути стала бронзовым призёром, а Мирослав заняла четвёртое место.

## Личная жизнь
Ранее она выступала под своей девичьей фамилией, как Александра Рудзинская. Она вышла замуж за своего тренера Матеуша Мирослава.